# Бангладеш на Светском првенству у атлетици на отвореном 2011.
Бангладеш је учествовао на 13. Светском првенству у атлетици на отвореном 2011. одржаном у Тегу од 27-4. септембра. Репрезентацију Бангладеша представљао један атлетичар, који се такмичио у трци на 200 м. , 
На овом првенству Бангладеш није освојио ниједну медаљу, нити је постигнут неки рекорд.

## Учесници
Мушкарци:
- Халилур Рахман — 200 м

## Резултати

### Мушкарци
| Атлетичар      | Дисциплина | Лични рекорд | Квалификације | Квалификације | Полуфинале           | Полуфинале           | Финале               | Финале  | Детаљи |
| Атлетичар      | Дисциплина | Лични рекорд | Резултат      | Место         | Резултат             | Место                | Резултат             | Место   | Детаљи |
| -------------- | ---------- | ------------ | ------------- | ------------- | -------------------- | -------------------- | -------------------- | ------- | ------ |
| Халилур Рахман | 200 м      | 21,34        | 23,53         | 7. у гр. 3    | Није се квалификовао | Није се квалификовао | Није се квалификовао | 53 / 54 |        |